# Arbore
Pour les articles homonymes, voir Arboré.
Arbore est une commune du județ de Suceava (Bucovine) en Roumanie.